# I/o The Tour
Die i/o The Tour war eine Konzerttournee im Jahr 2023 des britischen Musikers und Komponisten Peter Gabriel. Die Tournee umfasste insgesamt 48 Konzerte, von denen ein Termin abgesagt wurde.

## Hintergrund

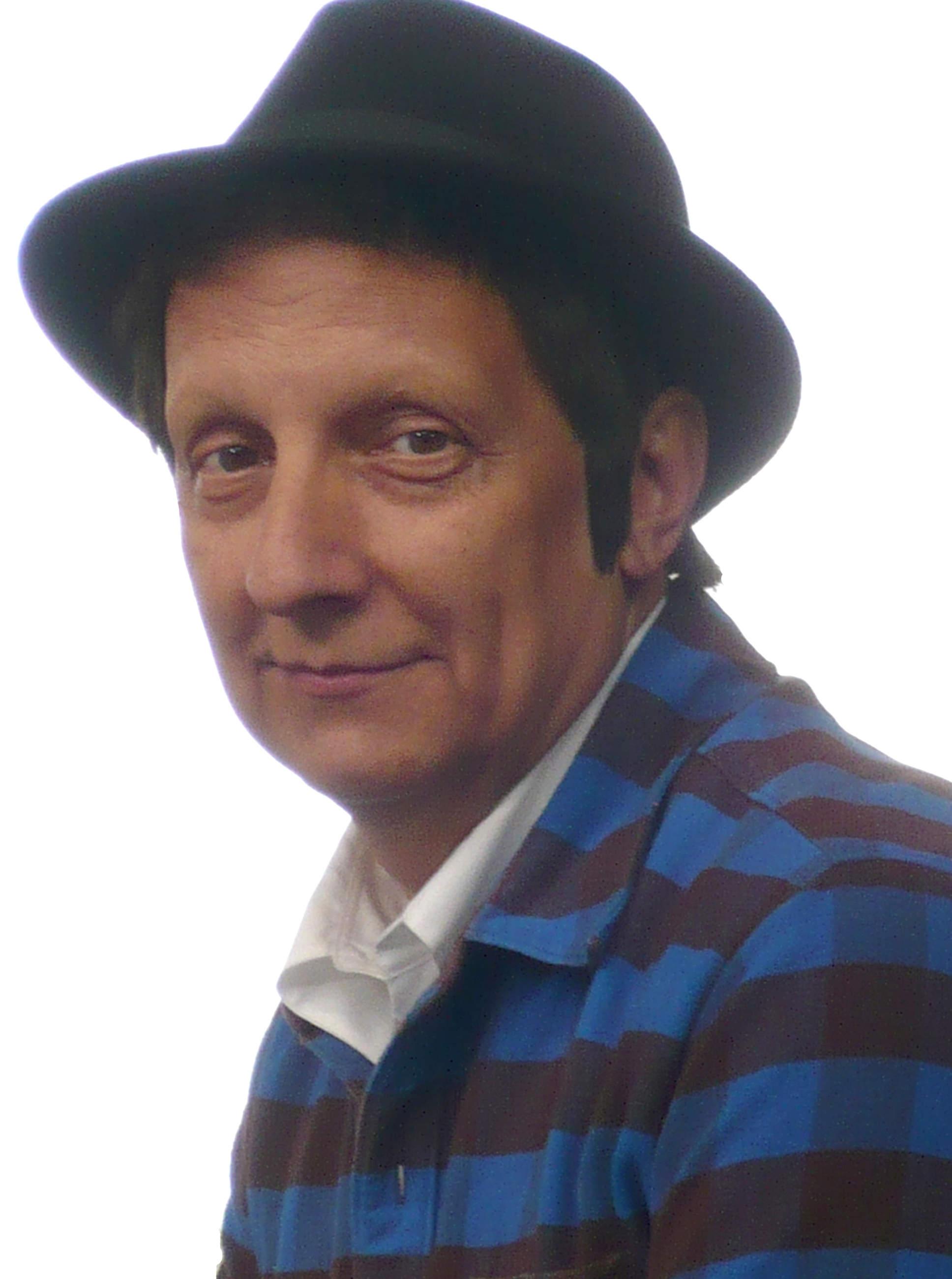
Robert Lepage arbeitete mit Peter Gabriel an der Gestaltung des Bühnenbilds

Am 8. November 2022 wurde sowohl das Studioalbum i/o als auch die korrespondierende Tournee in Europa und in Nordamerika angekündigt. Die 22 Shows der Tour in Europa begannen am 18. Mai 2023 in Krakau, Polen. Weitere Termine waren in Italien, Frankreich, Deutschland, Dänemark, Schweden, Norwegen, Belgien, den Niederlanden, der Schweiz und Großbritannien, bevor der Teil der Tournee in Europa am 25. Juni 2023 in Dublin, Irland endete. Dabei handelte es sich um Gabriels erste Europa-Konzerte seit der Back to Front Tour 2014. Am 8. November 2022 startete der per Newsletter angekündigte Vorverkauf für Fans für die Konzerte der Europa-Tour. Am 10. November 2022 begann der reguläre Vorverkauf. Nachdem über 10.000 Karten für das Konzert in München innerhalb kürzester Zeit vergriffen waren, kündigte der Veranstalter Live Nation Entertainment an, das Konzertgelände auf dem Königsplatz zu verdoppeln und Sitzplätze bereitzustellen. Aufgrund der hohen Nachfrage in Großbritannien kündigte Gabriel am 20. Februar 2023 eine Zusatzshow am 20. Juni 2023 in Nottingham an. Für den Spätsommer und Herbst 2023 wurden am 7. März 2023 weitere Veranstaltungen in Kanada und den USA angekündigt. Am 14. Juni 2023 wurde das Konzert in der Motorpoint Arena in Nottingham aufgrund logistischer Probleme abgesagt. Den Ticketinhabern wurde eine Erstattung oder eine Umbuchung für einen von drei anderen Veranstaltungsorten angeboten.
Im Oktober 2023 veröffentlichte das britische Mojo-Magazin neue Infos zu dem kommenden Album i/o von Peter Gabriel. Außerdem sagte Gabriel, dass er nach den Konzerten der i/o The Tour im Jahr 2023 zunächst für „6 Monate ein Familienmensch sein wird“, bevor er sich dann wieder der Musik widmen wird. Ob es 2024 noch weitere Konzerte der i/o-Tour geben würde, wurde zu diesem Zeitpunkt noch nicht bekannt gegeben. Auf der Tour wurde das komplette Album (plus ein Nachzügler vom Nachfolger o/i) gespielt. Die Konzerte in Los Angeles und Palm Springs  am 13. und 14. Oktober 2023 wurden gefilmt. Die Nordamerika-Tournee endete am 21. Oktober 2023 in Houston.
Robert Lepage arbeitete bereits mit Peter Gabriel an der Gestaltung des Bühnenbilds bei der Secret World Tour 1993–1994, bei der anschließenden Growing Up Tour 2002–2004 und schließlich auch bei der i/o The Tour 2023.

## Setlist
Auf der i/o The Tour spielte Gabriel neues Material aus seinem zu diesem Zeitpunkt noch unveröffentlichten Album i/o, sowie Material aus seinem Repertoire, wovon sowohl Hits und Fan-Favoriten als auch Überraschungen dabei waren.
Die Setlist umfasste bei den Konzerten der Tour vom ersten Konzert am 18. Mai 2023 in der Tauron Arena in Krakau, Polen, über das erste Konzert in Deutschland am 26. Mai 2023 in der Waldbühne in Berlin bis zu den Konzerten in Nordamerika die nachfolgenden Lieder.
Die Angaben zu Premieren beziehen sich auf das Konzert am 18. Mai 2023 in der Tauron Arena in Krakau, Polen, wenn nicht anders angegeben.
Alle Lieder wurden von Peter Gabriel geschrieben, außer wenn anders angegeben.

### Intro 1
1. Root to Leaf (Part 1) oder Night oder Xylem oder Tāne Mahuta (von John Metcalfe, bei manchen Konzerten in Nordamerika vom Zuspieler, aus dem am 22. September 2023 veröffentlichten Album Tree[21][22])

### Set 1
1. Happy Birthday to You (am 6. Juni 2023 in Antwerpen, für Tony Levin, von Mildred J. Hill (1859–1916) und Patty Smith Hill (1868–1946))[23]
2. Washing of the Water (akustische, „sitzende“ Version) (nicht bei Konzerten an deutschsprachigen Veranstaltungsorten) oder Jetzt kommt die Flut (bei Konzerten an deutschsprachigen Veranstaltungsorten) oder Here Comes the Flood (am 29. September 2023 in Detroit)
3. Growing Up (akustische, „sitzende“ Version)
4. Panopticom (Live-Premiere)
5. Four Kinds of Horses (Live-Premiere)
6. i/o (Live-Premiere)
7. Happy Birthday to You (am 26. Mai 2023 in Berlin, für Richard Evans, von Mildred J. Hill (1859–1916) und Patty Smith Hill (1868–1946))
8. Digging in the Dirt
9. Playing for Time (Live-Premiere der neuen Version)
10. Olive Tree (Weltpremiere)
11. This Is Home (Weltpremiere)
12. The Tower That Ate People (erstmals am 25. September 2023 in Columbus)
13. Sledgehammer

### Intro 2
1. Dusk oder Xylem (von John Metcalfe, bei manchen Konzerten in Nordamerika vom Zuspieler,  aus dem am 22. September 2023 veröffentlichten Album Tree[21][22])

### Set 2
1. Darkness
2. Love Can Heal (Live-Premiere der neuen Version)
3. Road to Joy (Weltpremiere)
4. Don’t Give Up (Duett mit Ayanna Witter-Johnson)
5. The Court (Live-Premiere)
6. Red Rain
7. And Still (bis 28. Mai und ab dem 31. Mai 2023, Weltpremiere, Peter Gabriels Mutter gewidmet)
8. So Much (am 30. Mai 2023 in Kopenhagen, Weltpremiere, später jedoch wieder am Ende der Nordamerika-Tour)
9. What Lies Ahead (nicht ab dem 23. Mai 2023, Live-Premiere der neuen Version, Peter Gabriels Vater gewidmet, später jedoch wieder am Ende der Nordamerika-Tour)
10. Big Time
11. Live and Let Live (Weltpremiere)
12. Solsbury Hill

### 1. Zugabe
1. The Tower That Ate People (gegen Ende der Tour mehrmals als erste Zugabe)
2. In Your Eyes

### 2. Zugabe
1. Happy Birthday to You (am 18. September 2023 in New York City, für Jimmy Carter, von Mildred J. Hill (1859–1916) und Patty Smith Hill (1868–1946))
2. Biko

### Outro
1. Root to Leaf (Part 1) (von John Metcalfe, bei manchen Konzerten in Nordamerika vom Zuspieler (aus dem am 22. September 2023 veröffentlichten Album Tree[21][22])

## Mitwirkende

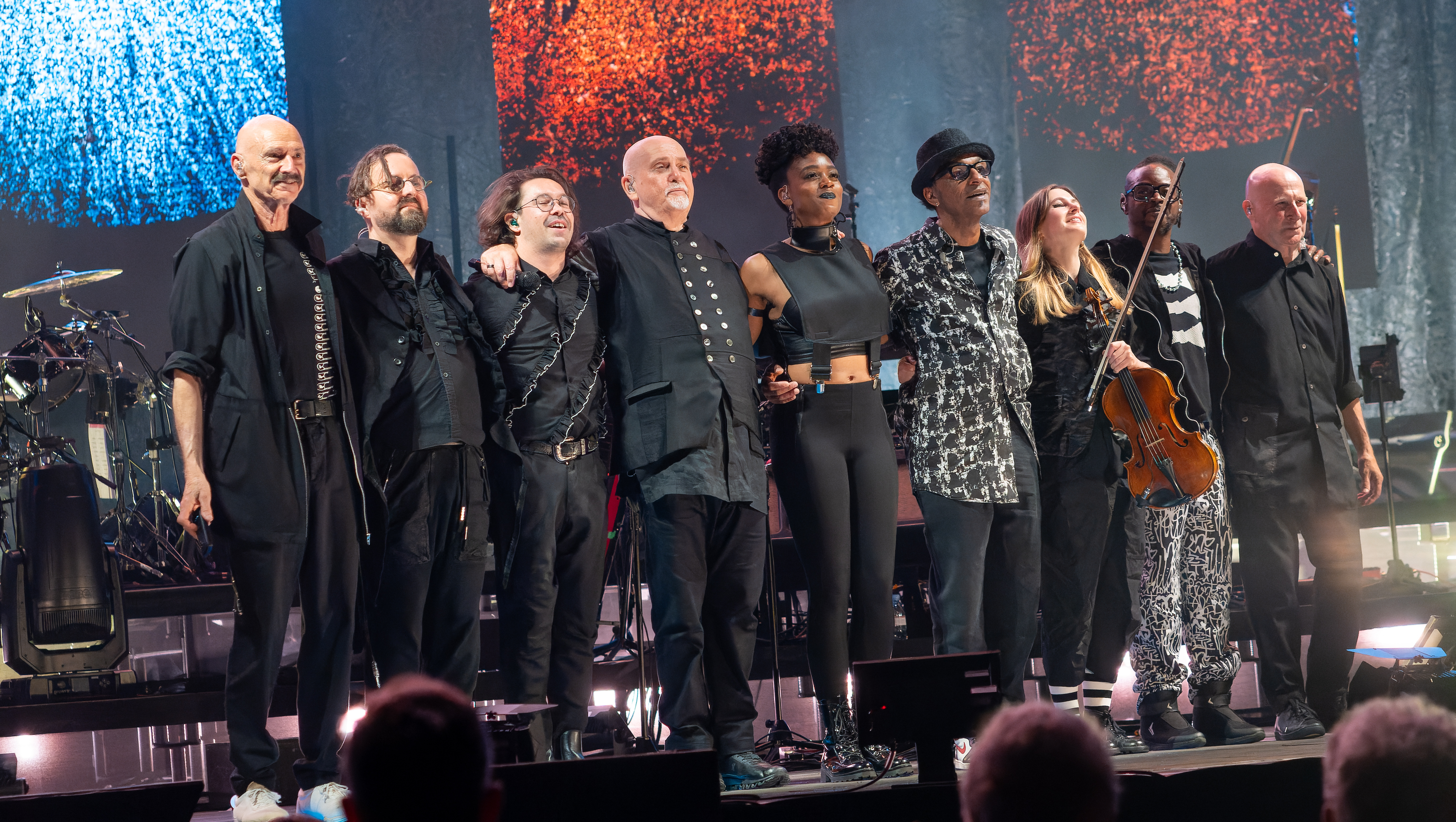
Bühnenmusiker der i/o The Tour 2023: Tony Levin, Richard Evans, Josh Shpak, Peter Gabriel, Ayanna Witter-Johnson, Manu Katché, Marina Moore, Don McLean (Don-E) und David Rhodes (von links nach rechts)

### Musiker
Bei den Konzerten bestand die Band aus den folgenden Mitgliedern:
- Richard Evans – E-Gitarre, Flöte, Begleitgesang
- Peter Gabriel – Hauptgesang, Begleitgesang, Keyboards, Klavier
- Manu Katché – Schlagzeug
- Tony Levin – E-Bass, Chapman Stick, Keyboards
- Don McLean (Don-E) – Keyboards, Begleitgesang
- Marina Moore – Streichinstrumente (Violine, Bratsche), Begleitgesang (zeitweise nicht im Juni 2023)[28]
- David Rhodes – E-Gitarre, Begleitgesang
- Josh Shpak – Blasinstrumente (Trompete, Horn, Blaswandler), Keyboards, Begleitgesang
- Ayanna Witter-Johnson – Cello (auch Solo-Cello bei Love Can Heal und And Still), Keyboard (bei i/o), Begleitgesang, Hauptgesang bei Don’t Give Up

Gast
- Tom Cawley – Klavier (am 19. Juni 2023 in London bei Playing for Time)[29]

### Technisches Personal
- Robert Lepage – Designer des Bühnenbildes[17]
- Michele Russotto – Technische Assistenz für Tony Levin[25]

## Galerie

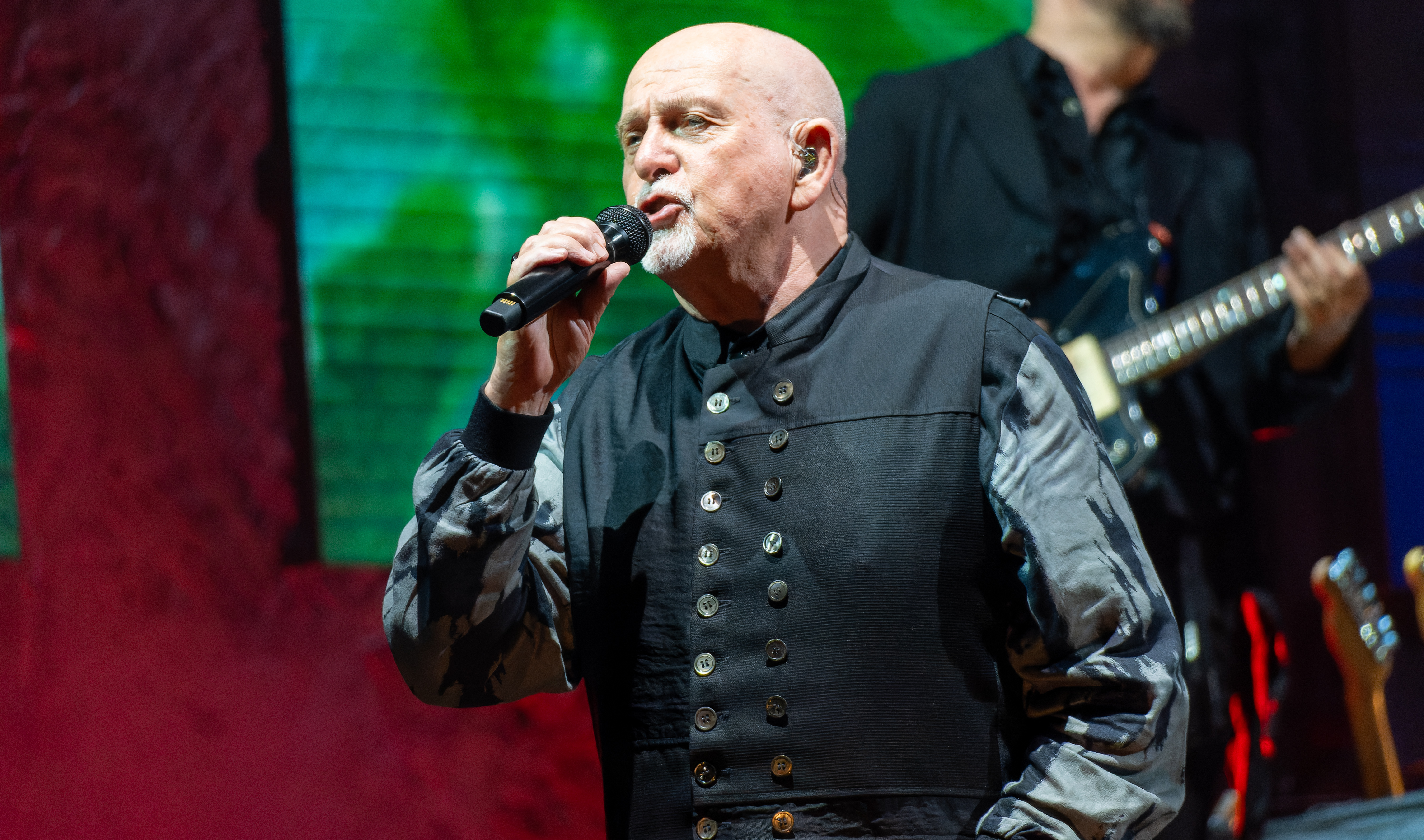
i/o The Tour, 2023
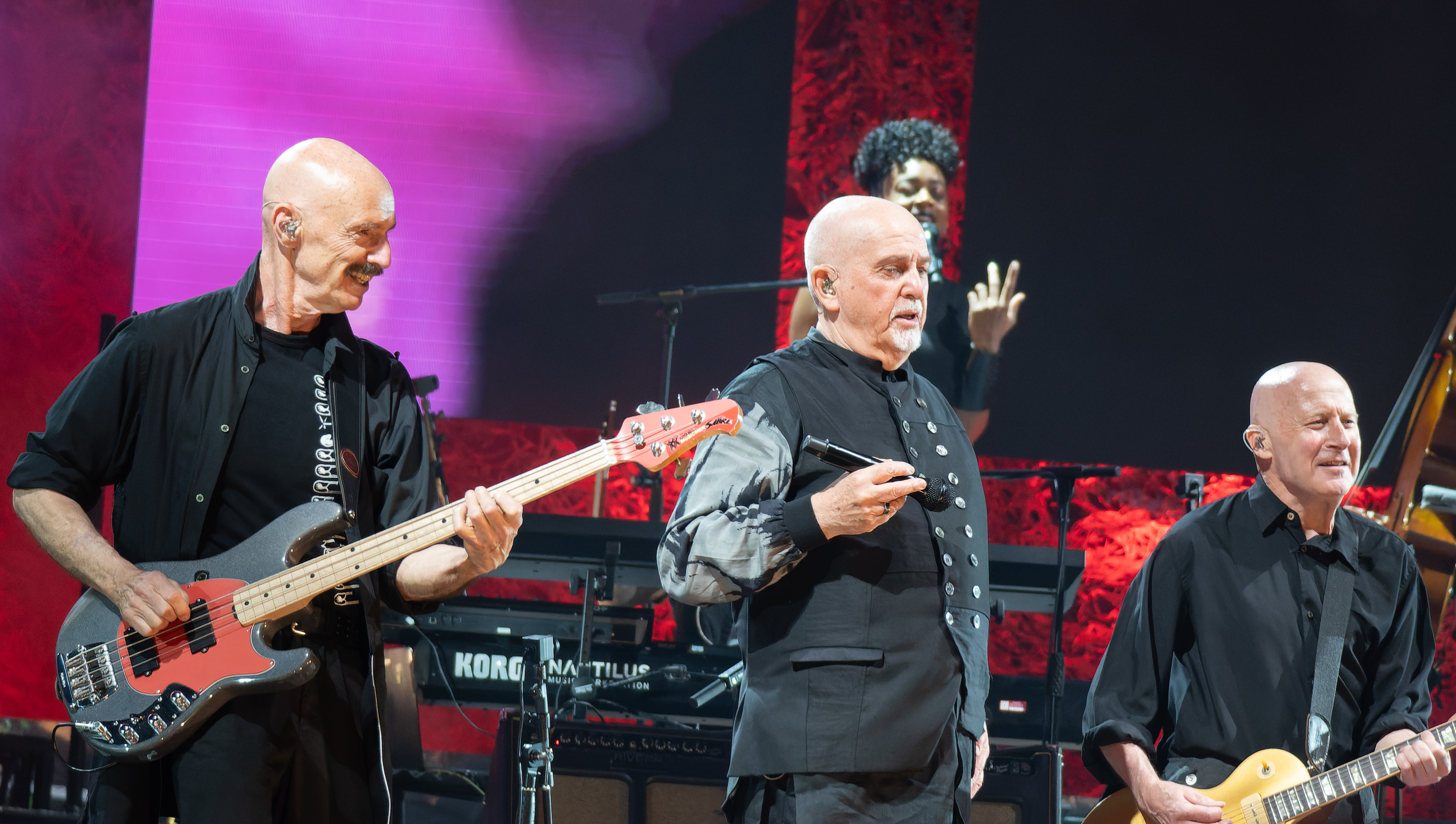
Tony Levin, Peter Gabriel und David Rhodes
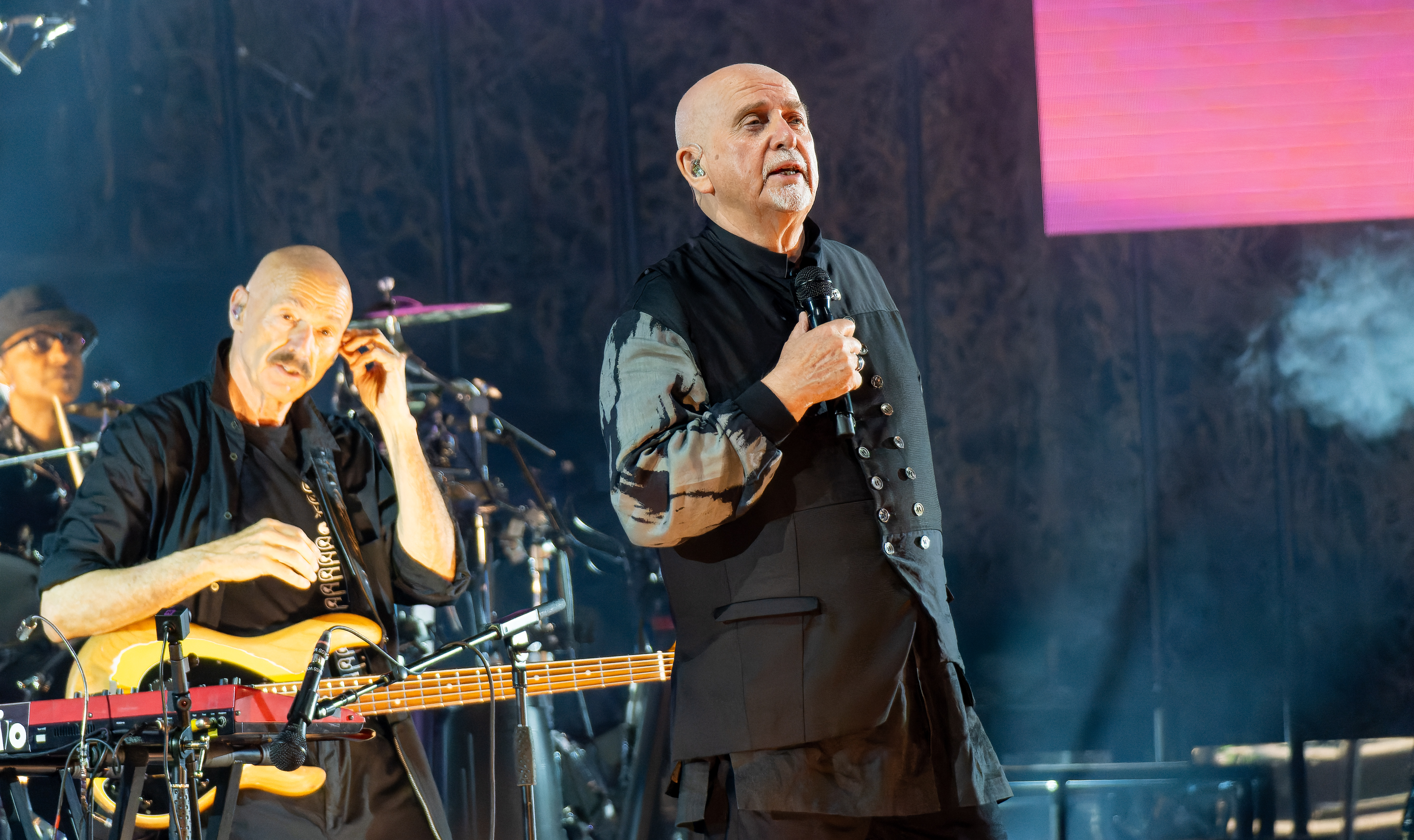
Peter Gabriel mit Tony Levin
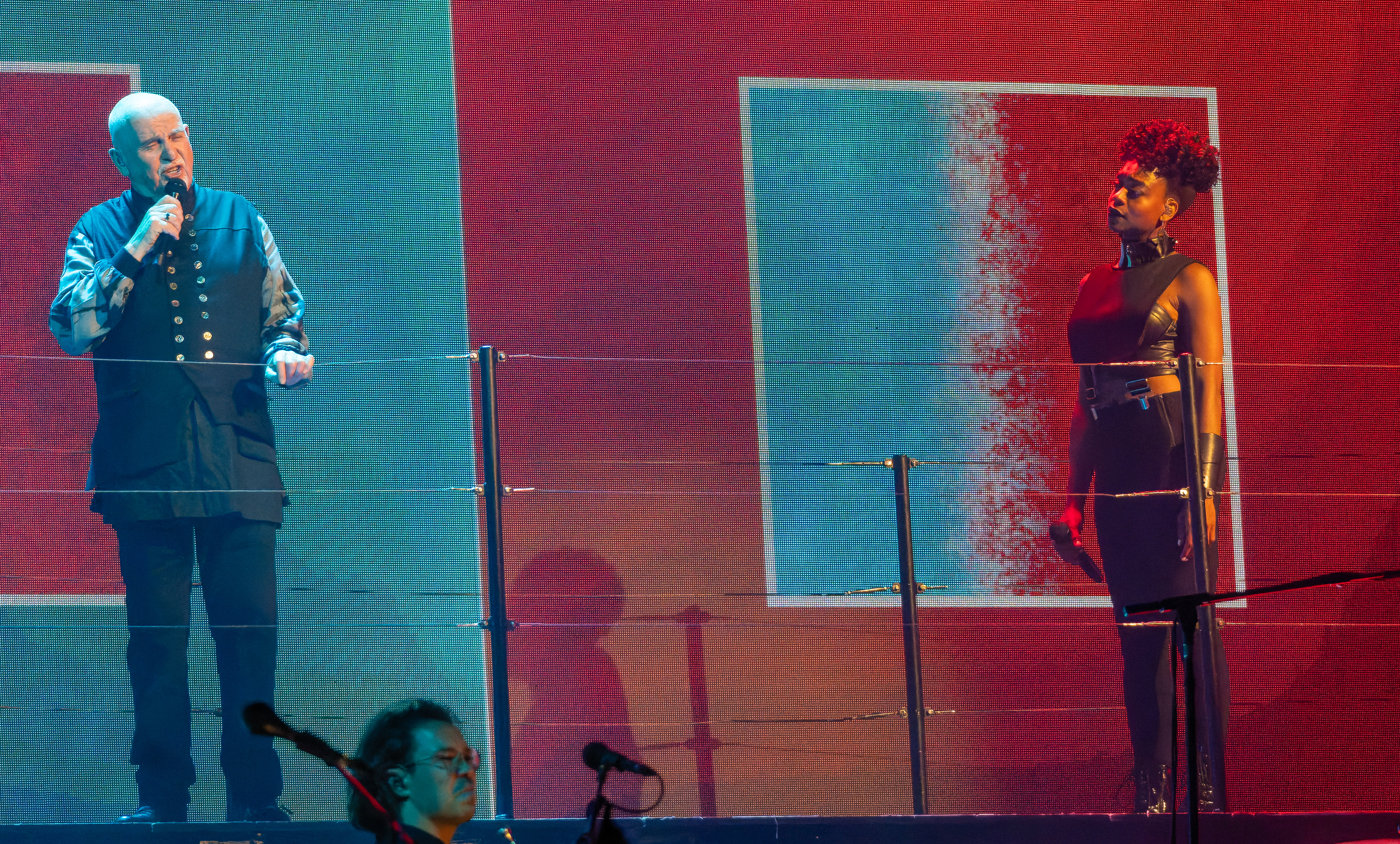
Peter Gabriel mit Ayanna Witter-Johnson bei Don’t Give Up
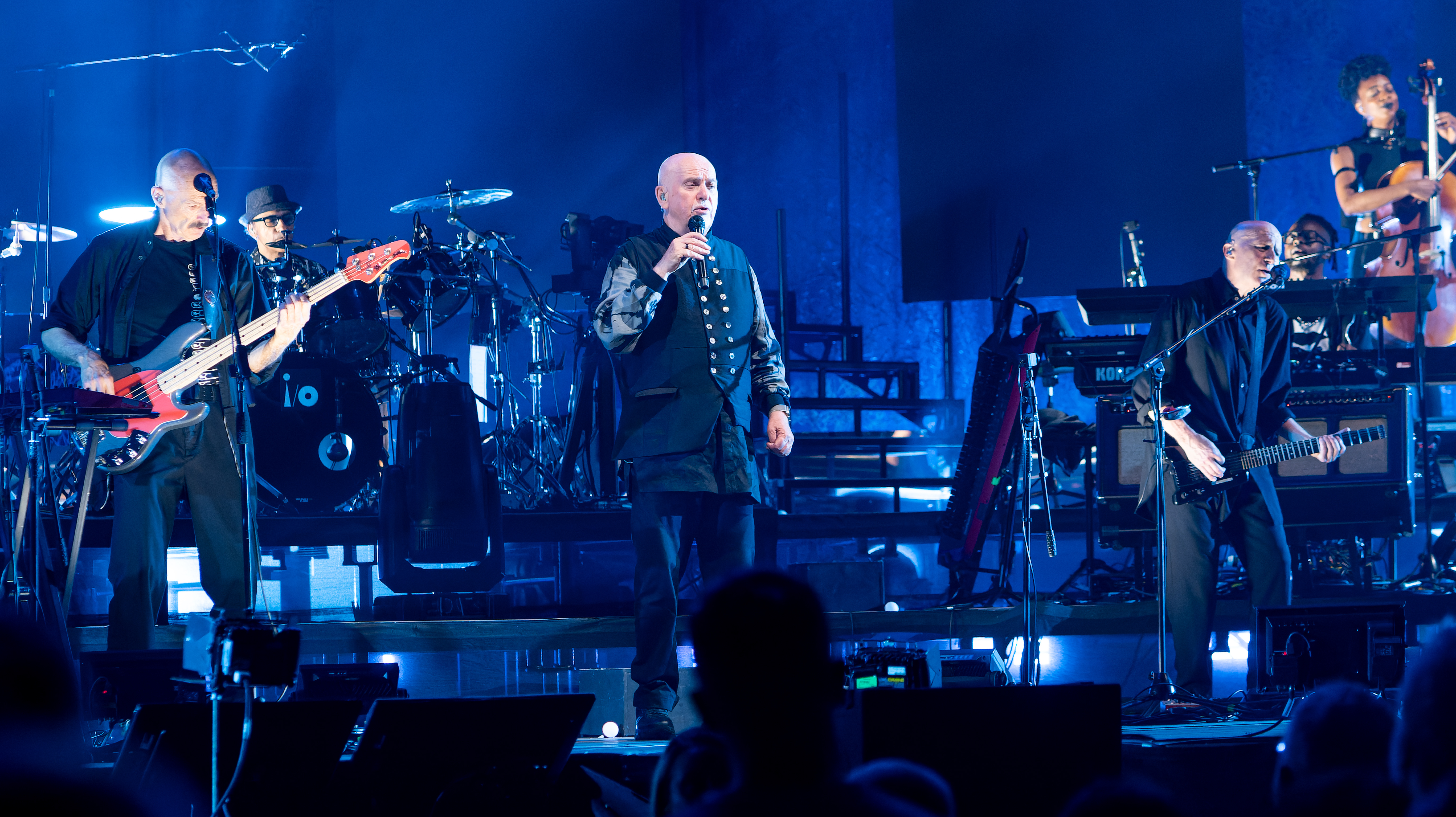
Bühne i/o The Tour, 2023
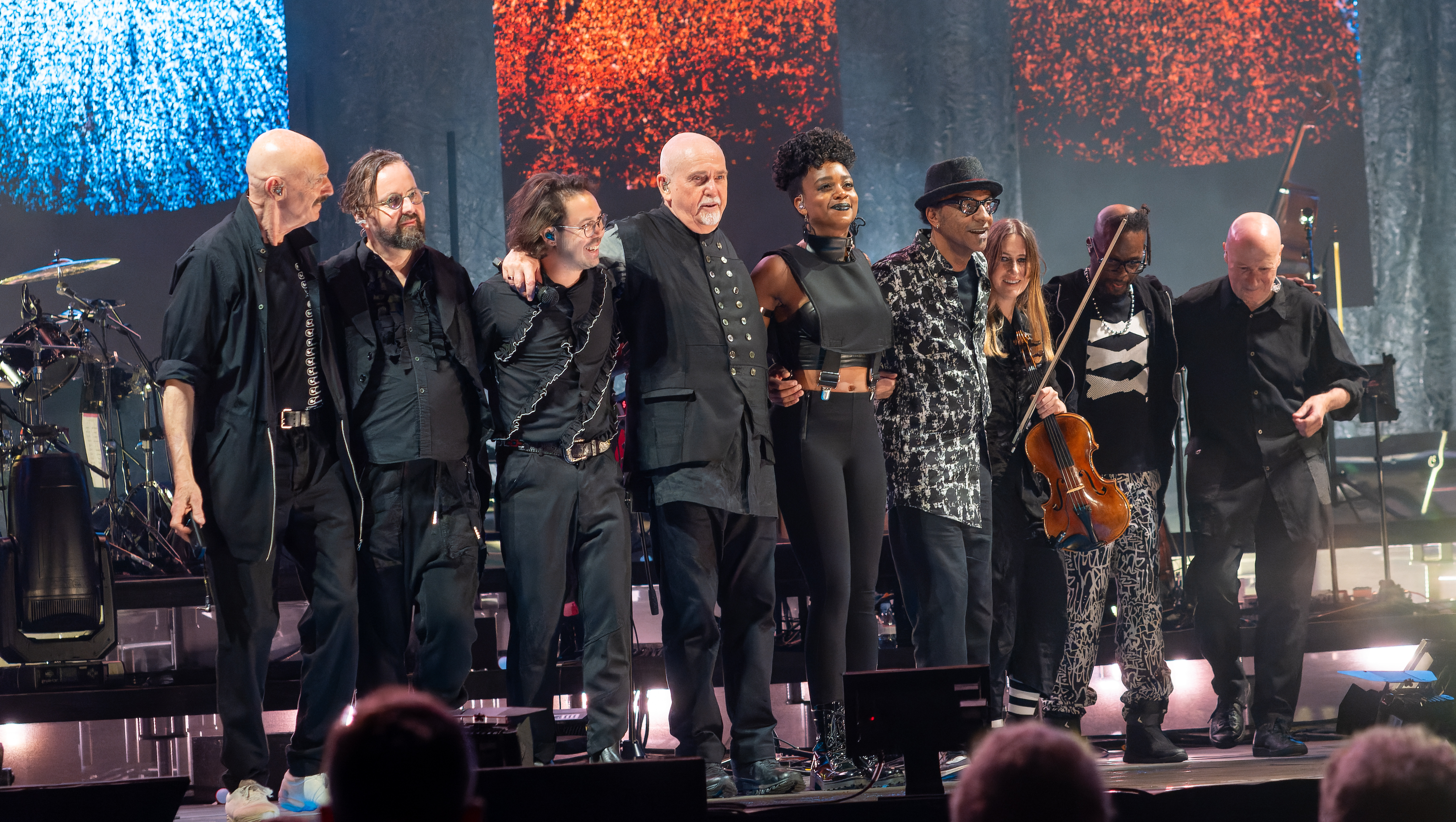
Bühnenmusiker i/o The Tour, 2023
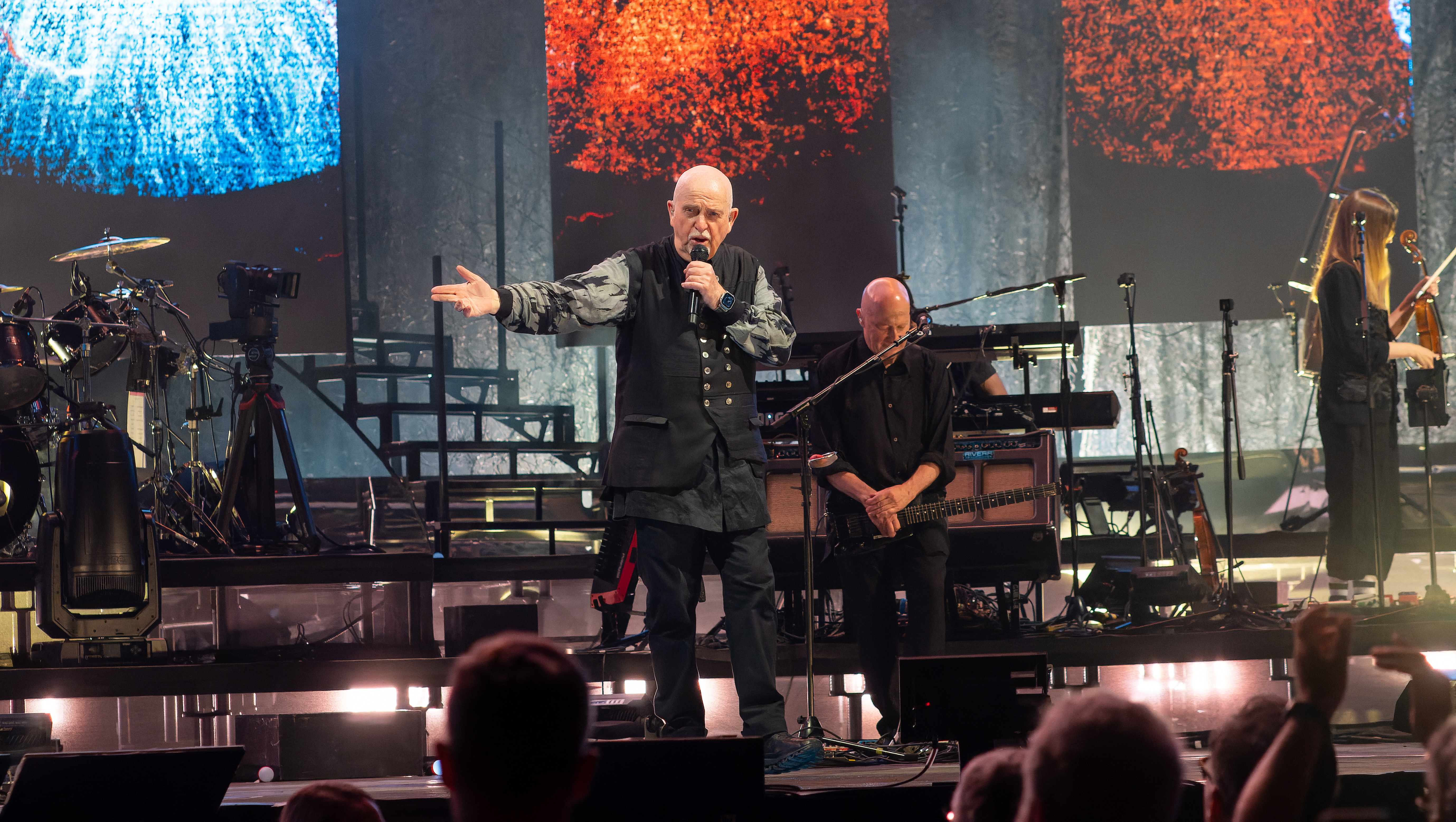
i/o The Tour, 2023
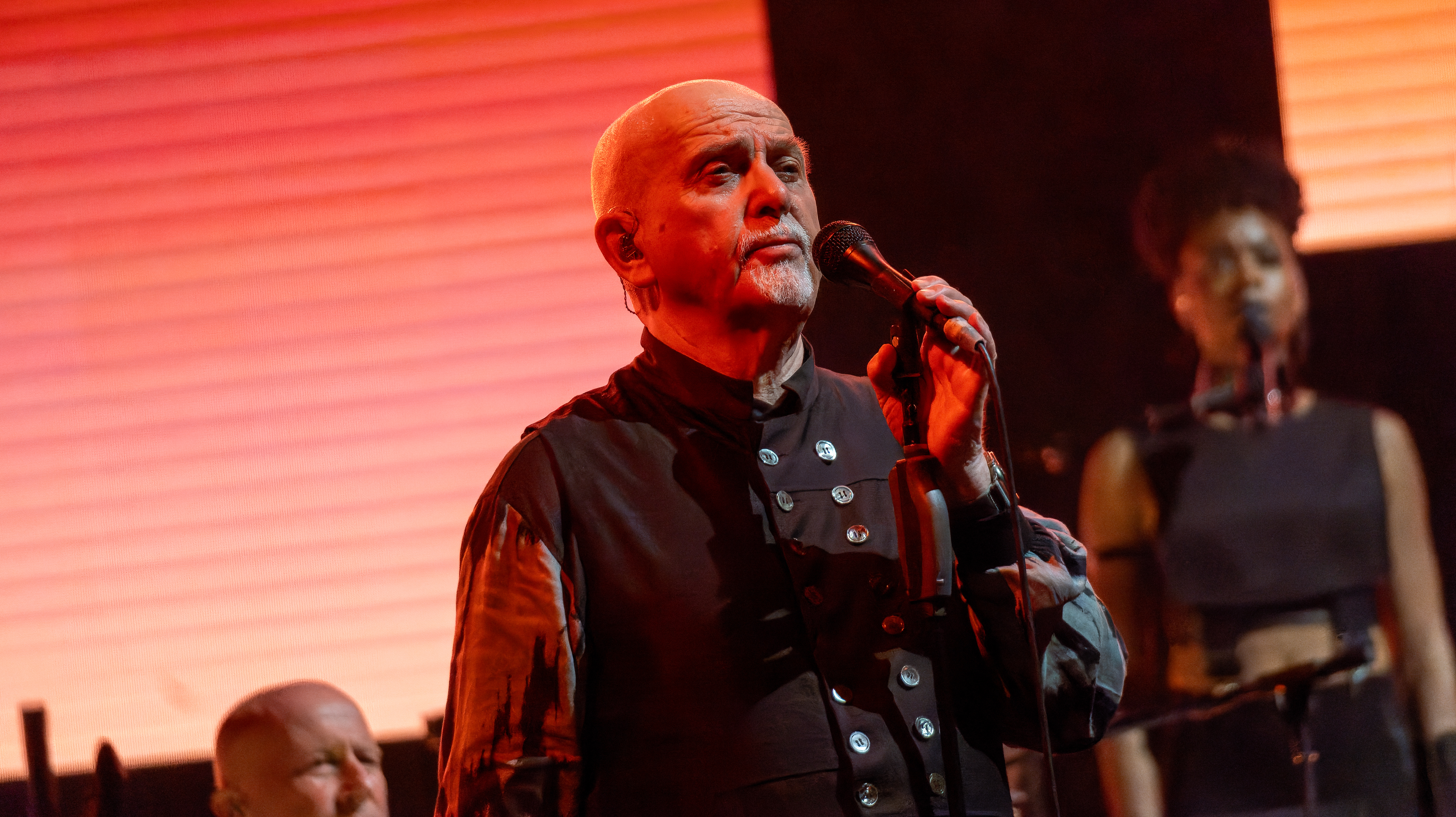
i/o The Tour, 2023

## Rezensionen
„Gabriel ist und bleibt ein enigmatischer Künstler. Und zwar ausgerechnet vor allem für die, die ihn am meisten lieben wollen – das sind wir, die Hardcore-Genesis-Fans, die ‚Lamb lies down on Broadway‘-Jünger, die, die seinen Ausstieg nie wirklich überwunden haben.“

„Super-sympathisch und dennoch distanziert ist dieser Gabriel. Mal ist er von seiner eigenen Musik fast selbst überraschter Tänzer, dann wieder ganz zurückgezogen, einsam, melancholisch hinter seinem Piano. Ein Superstar? Man weiß es nicht.“

## Konzerttermine
| Nr.                 | Datum              | Land                   | Stadt             | Veranstaltungsort          | Besucher        | Einnahmen      |              |
| Leg 1 – Europa      | Leg 1 – Europa     | Leg 1 – Europa         | Leg 1 – Europa    | Leg 1 – Europa             | Leg 1 – Europa  | Leg 1 – Europa |              |
| ------------------- | ------------------ | ---------------------- | ----------------- | -------------------------- | --------------- | -------------- | ------------ |
| 1                   | 18. Mai 2023       | Polen                  | Krakau            | Tauron Arena               | 12.850 / 12.850 | $ 2.778.752    |              |
| 2                   | 20. Mai 2023       | Italien                | Verona            | Arena von Verona           | 13.000 / 13.000 | $ 2.682.677    |              |
| 3                   | 21. Mai 2023       | Italien                | Mailand           | Mediolanum Forum           | 9.300 / 11.452  | $ 2.576.702    |              |
| 4                   | 23. Mai 2023       | Frankreich             | Paris             | Accor Arena                | 12.900 / 14.108 | $ 3.174.302    |              |
| 5                   | 24. Mai 2023       | Frankreich             | Lille             | Stade Pierre-Mauroy        | 10.000 / 32.417 | $ 7.293.830    |              |
| 6                   | 26. Mai 2023       | Deutschland            | Berlin            | Berliner Waldbühne         | 21.600 / 21.600 | $ 4.675.503    |              |
| 7                   | 28. Mai 2023       | Deutschland            | München           | Königsplatz                | 11.200 / 11.200 | $ 4.809.153    |              |
| 8                   | 30. Mai 2023       | Danemark               | Kopenhagen        | Royal Arena                | 7.600           |                |              |
| 9                   | 31. Mai 2023       | Schweden               | Stockholm         | Avicii Arena               | 8.600           |                |              |
| 10                  | 2. Juni 2023       | Norwegen               | Bergen            | Koengen                    | 7.700           |                |              |
| 11                  | 5. Juni 2023       | Niederlande            | Amsterdam         | Ziggo Dome                 | 10.800          |                |              |
| 12                  | 6. Juni 2023       | Belgien                | Antwerpen         | Sportpaleis                | 12.200          |                |              |
| 13                  | 8. Juni 2023       | Schweiz                | Zürich            | Hallenstadion              | 9.150           |                |              |
| 14                  | 10. Juni 2023      | Deutschland            | Köln              | Lanxess Arena              | 14.200 / 18.679 | $ 4.008.307    |              |
| 15                  | 12. Juni 2023      | Deutschland            | Hamburg           | Barclays Arena             | 11.000 / 14.210 | $ 3.049.309    |              |
| 16                  | 13. Juni 2023      | Deutschland            | Frankfurt am Main | Festhalle                  | 9.750 / 9.750   |                |              |
| 17                  | 15. Juni 2023      | Frankreich             | Bordeaux          | Arkéa Arena                | 7.500 / 13.340  | $ 2.804.678    |              |
| 18                  | 17. Juni 2023      | Vereinigtes Konigreich | Birmingham        | Utilita Arena              | 10.500          |                |              |
| 19                  | 19. Juni 2023      | Vereinigtes Konigreich | London            | The O2                     | 13.850          |                |              |
| —                   | 20. Juni 2023      | Vereinigtes Konigreich | Nottingham        | National Ice Centre        | — abgesagt —    | — abgesagt —   |              |
| 20                  | 22. Juni 2023      | Vereinigtes Konigreich | Glasgow           | OVO Hydro                  | 7.300           |                |              |
| 21                  | 23. Juni 2023      | Vereinigtes Konigreich | Manchester        | AO Arena                   | 9.650           |                |              |
| 22                  | 25. Juni 2023      | Irland                 | Dublin            | 3Arena                     | 7.900/7.900     |                |              |
| Leg 2 – Nordamerika |                    |                        |                   |                            |                 |                |              |
| 23                  | 8. September 2023  | Kanada                 | Québec            | Centre Vidéotron           | 12.400/12.400   |                |              |
| 24                  | 9. September 2023  | Kanada                 | Ottawa            | Canadian Tire Centre       | 10.700/10.700   |                |              |
| 25                  | 11. September 2023 | Kanada                 | Toronto           | Scotiabank Arena           | 11.900          |                |              |
| 26                  | 13. September 2023 | Kanada                 | Montreal          | Centre Bell                | 13.600/13.600   |                |              |
| 27                  | 14. September 2023 | Vereinigte Staaten     | Boston            | TD Garden                  | 10.800          |                |              |
| 28                  | 16. September 2023 | Vereinigte Staaten     | Philadelphia      | Wells Fargo Center         | 13.000/13.000   |                |              |
| 29                  | 18. September 2023 | Vereinigte Staaten     | New York City     | Madison Square Garden      | 13.100/13.100   |                |              |
| 30                  | 20. September 2023 | Vereinigte Staaten     | Washington, D.C.  | Capital One Arena          | 7.700           |                |              |
| 31                  | 22. September 2023 | Vereinigte Staaten     | Buffalo           | KeyBank Center             | 10.600          |                |              |
| 32                  | 23. September 2023 | Vereinigte Staaten     | Pittsburgh        | PPG Paints Arena           | 7.150           |                |              |
| 33                  | 25. September 2023 | Vereinigte Staaten     | Columbus          | Nationwide Arena           | 7.200           |                |              |
| 34                  | 27. September 2023 | Vereinigte Staaten     | Cleveland         | Rocket Mortgage FieldHouse | 7.800           |                |              |
| 35                  | 29. September 2023 | Vereinigte Staaten     | Detroit           | Little Caesars Arena       | 7.300           |                |              |
| 36                  | 30. September 2023 | Vereinigte Staaten     | Chicago           | United Center              | 13.400/13.400   |                |              |
| 37                  | 2. Oktober 2023    | Vereinigte Staaten     | Milwaukee         | Fiserv Forum               | 7.100           |                |              |
| 38                  | 3. Oktober 2023    | Vereinigte Staaten     | Saint Paul        | Xcel Energy Center         | 7.500           |                |              |
| 39                  | 7. Oktober 2023    | Kanada                 | Vancouver         | Rogers Arena               | 11.200          |                |              |
| 40                  | 8. Oktober 2023    | Vereinigte Staaten     | Seattle           | Climate Pledge Arena       | 11.750          |                |              |
| 41                  | 11. Oktober 2023   | Vereinigte Staaten     | San Francisco     | Chase Center               | 10.000          |                |              |
| 42                  | 13. Oktober 2023   | Vereinigte Staaten     | Los Angeles       | Kia Forum                  | 11.500          |                |              |
| 43                  | 14. Oktober 2023   | Vereinigte Staaten     | Palm Springs      | Acrisure Arena             | 8.000           |                |              |
| 44                  | 16. Oktober 2023   | Vereinigte Staaten     | Denver            | Ball Arena                 | 8.200           |                |              |
| 45                  | 18. Oktober 2023   | Vereinigte Staaten     | Austin            | Moody Center               | 7.240           |                |              |
| 46                  | 19. Oktober 2023   | Vereinigte Staaten     | Dallas            | American Airlines Center   | 7.750           |                |              |
| 47                  | 21. Oktober 2023   | Vereinigte Staaten     | Houston           | Toyota Center              | 5.550           |                |              |
| Zusammenfassung     | Zusammenfassung    | Zusammenfassung        | Zusammenfassung   | Zusammenfassung            | ?/ ? (, %)      | $ 27.990.919   | $ 27.990.919 |